# Türklər (Beyləqan)
Türklər è un comune dell'Azerbaigian situato nel distretto di Beyləqan. Conta una popolazione di 1.250 abitanti.